# Turgenitubulus costus
Turgenitubulus costus é uma espécie de gastrópode  da família Camaenidae.
É endémica da Austrália.